# Türkenfeld

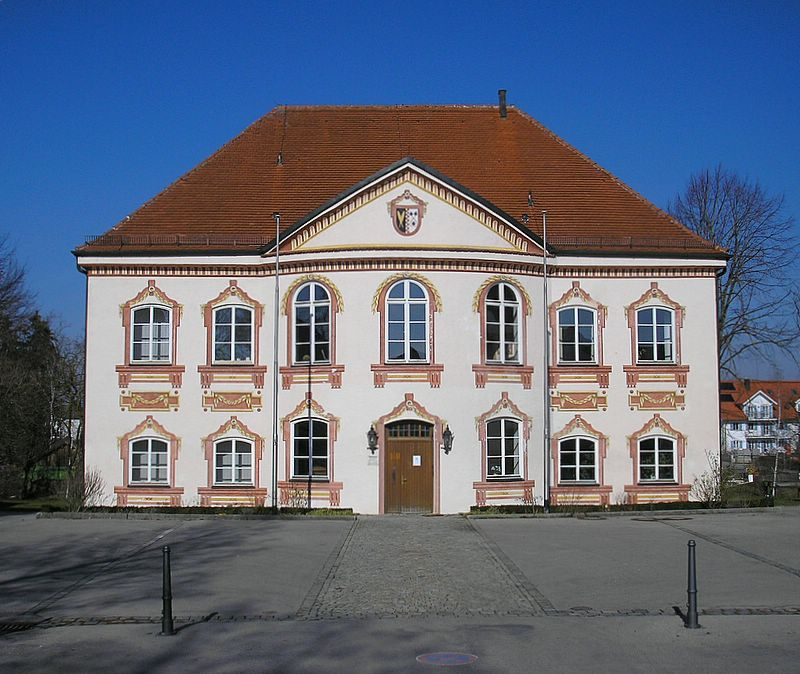
Primăria

Türkenfeld este o comună din landul Bavaria, Germania.